# Palave
Palave (Pahlav) foi um general sassânida (aspetes) de origem parta do final do século VI. Segundo Sebeos, sucedeu Varaz Vezur como marzobã da Armênia e durante seu mandato de 7 anos realizou campanha bem-sucedida em Siracena, em Airarate. René Grousset sugere que a batalha foi um confronto entre forças persas e alguns dissidentes armênios. Michael Whitby, por sua vez, associou a passagem de Sebeos com um fragmento de Menandro Protetor de 581 no qual se relata que ao mesmo tempo que o general Maurício estava invadindo a Mesopotâmia Inferior, as tropas bizantinas realizaram uma campanha fracassada na Armênia.